# Каралаев, Саякбай
Саякба́й Карала́ев (кирг. Саякбай Каралаев; 1894, Ак-Олён — 7 мая 1971, Фрунзе) — советский и киргизский поэт-сказитель и великий манасчи. Народный артист Киргизской ССР (1939)
 .

## Биография
Родился в 1894 году в местечке Маман (ныне — в Ак-Сууйском районе Иссык-Кульской области) в семье бедняка Карала из рода Арык племени Бугу.
С юных лет работал по найму. В 1916 году принимал участие в восстании кыргызов против экспансии российской империи. В 1918 году записался добровольцем в РККА. На протяжении всей Гражданской войны, до 1922 года, воевал на Туркестанском фронте с белогвардейцами и басмачами.
Поэтические способности Саякбая начали проявляться уже в детстве. Отрывки из кыргызского народного эпоса «Манас», впервые услышанные им от бабушки, Саякбай исполнял во время службы в Красной Армии.
Профессиональным исполнителем «Манаса» Каралаев стал в конце 1920-х годов после знакомства с известным манасчи Чоюке Омуровым, жившим в селе Маман, в котором Саякбай исполнял обязанности председателя сельсовета. Несколько лет Саякбай обучался искусству манасчи в доме Омурова. В 1930 году он был приглашен во Фрунзе уже в качестве профессионального манасчи.
Умер 7 мая 1971 года во Фрунзе, похоронен на Ала-Арчинском кладбище.

## Награды
- Народный артист Киргизской ССР (1939)
- Орден Трудового Красного Знамени (7 июня 1939) — за выдающиеся заслуги в деле развития киргизского театрального искуссва
- Орден Трудового Красного Знамени (1 ноября 1958)
- Орден Трудового Красного Знамени
- Орден «Знак Почёта» (24 октября 1964)
- медали
- Почётные грамоты Верховного Совета Киргизской ССР

## Память
Портрет Саякбая Каралаева находится на кыргызской банкноте достоинством 500 сом.

## В культуре
- В 2017 году был снят фильм о Саякбае Каралаеве под названиям «Саякбай. Гомер 20 века». Главную роль в фильме сыграл актёр — Марат Жанталиев. Режиссёр фильма — Эрнест Абдыжапаров.Генеральным продюсером является — Самат Ибраев, а также Фонд Саякбая манасчы.[5]